# Similochthonius decoratus
Similochthonius decoratus är en kvalsterart som beskrevs av Sandór Mahunka 1985. Similochthonius decoratus ingår i släktet Similochthonius och familjen Sphaerochthoniidae. Inga underarter finns listade i Catalogue of Life.